# Nadav Lapid
Pour les articles homonymes, voir Lapid.
Nadav Lapid (en hébreu : נדב לפיד), né le 8 avril 1975 à Tel Aviv-Jaffa, est un réalisateur, scénariste, acteur, écrivain et critique littéraire israélien.

## Biographie
Nadav Lapid nait en 1975 à Tel Aviv d'un père écrivain et d'une mère monteuse cinématographique. Après son service militaire, il devient journaliste dans un quotidien sportif et entame des études d'histoire et de philosophie à l'Université de Tel Aviv. Il les abandonne brutalement en 1999 pour s'installer en France et les poursuivre à Paris VIII .
À son retour en Israël en 2001, il s'inscrit à l'École de cinéma et de télévision Sam-Spiegel et y réalise ses premiers courts métrages. Road met en scène des ouvriers palestiniens qui prennent en otage leur chef de chantier israélien, qu'ils accusent de « crimes sionistes ». La Petite amie d'Émile est la chronique d'une journée harassante de chaleur, électrisée par la mémoire juive, son encombrant refoulé et par la hantise du terrorisme.
Il est sélectionné en 2008 à la résidence de la Cinéfondation du Festival de Cannes et pendant son séjour écrit le scénario de son premier long métrage Le Policier. « En organisant la rencontre d’une unité anti-terroriste et d’un groupe de jeunes révolutionnaires israéliens en rébellion contre leur propre pays, ce film ne permet à aucune empathie d’éclore : tous coupables, tous victimes. » « Brillante fugue de facture godardienne », le film fait « grand bruit en Israël » et remporte en 2011 le prix spécial du jury au Festival de Locarno.
Son second long métrage, L'Institutrice est projeté pendant la 53e Semaine de la critique du Festival de Cannes 2014. « Impossible à raconter en quelques mots », le film met en scène une institutrice qui décèle chez un enfant de 5 ans un don prodigieux pour la poésie. Subjuguée par ce petit garçon, elle décide de prendre soin de son talent, envers et contre tous. Ce film, « coup d'état poétique, claque formelle et coup de poing politique, « œuvre majeure du cinéma israélien, est l'un des rares à allégoriser de manière aussi inspirée la question de l'identité juive puis israélienne telle que l'idée d'élection, pour le meilleur et pour le pire, la conditionne. »  
Lors du Festival de Cannes 2016, Nadav Lapid présente son moyen métrage From the Diary of a Wedding Photographer. Il s'agit d' « une variation ravageuse sur l’institution du mariage à travers la figure ambiguë d’un vidéaste professionnel du film nuptial, qui a fini par se persuader qu’enterrements et mariages différaient en ceci que « les premiers enterrent les morts et les seconds les vivants. »
Synonymes, « film en tous points majeur, dont l’extrême maîtrise ne bride jamais l’invention et l’audace », obtient l'Ours d'or à la Berlinale 2019,. À travers le portrait d'un jeune Israélien s’installant à Paris sans un sou en poche, dans l’idée de rompre définitivement avec son pays d’origine, Lapid « s’empare de la question de l’exil et de l’accueil, pour parler non seulement d’Israël à travers le prisme de la France (et inversement), mais de toute la construction fantasmatique qui accompagne la notion de pays, se traduisant par un sentiment d’appartenance ou de rejet. »   
Le Genou d'Ahed, est couronné du Prix du jury du Festival de Cannes 2021, ex æquo avec Memoria de Apichatpong Weerasethakul. Le titre fait référence à Ahed Tamimi. Après qu'elle a été arrêtée pour avoir giflé un soldat israélien, Bezalel Smotrich, alors député, avait exprimé son regret qu'elle n’ait pas pris une balle dans la rotule, afin de la rendre handicapée à vie,. « Nadav Lapid ose l’outrance, les ruptures de ton. Il malaxe et réduit la folie militaire pour mieux la désarmer, dans des chorégraphies pop et grotesques. Il met le doigt sur l’anomalie, installe le malaise, afin que le spectateur s’y perde. » Le film  « est à la mesure des relations complexes qu’entretient Nadav Lapid avec son pays. Tendu de bout en bout, parfois déplaisant, à l’image de son personnage qui de victime se transforme peu à peu en bourreau, et obsessionnel lorsqu’il remâche la spirale militariste dans laquelle s’est enfermé Israël.»  
En décembre 2023, aux côtés de 50 autres cinéastes, Lapid signe une lettre ouverte publiée dans Libération demandant un cessez-le-feu et la fin des meurtres de civils dans le cadre de l'invasion israélienne de la bande de Gaza en 2023, ainsi que la mise en place d'un couloir humanitaire à Gaza pour l'aide humanitaire et la libération des otages,,. Pour lui, son pays vit  « les pires moments de son histoire, pas seulement en raison de ce qu'on lui a fait, mais aussi à cause de ce qu'il fait aux autres. »
Oui est présenté au Festival de Cannes 2025 dans la section Quinzaine des cinéastes. C'est l'histoire d'un pianiste précaire de Tel-Aviv qui se voit confier une mission des plus épineuses : mettre en musique un nouvel hymne national à la gloire de l’action militaire israélienne à Gaza. Y., le musicien, dit « oui » et accepte aveuglément de composer une chanson de propagande. « Grand film malade », il décrit « l’esprit de vengeance exterminatrice qui s’empare de la nation israélienne à la suite du carnage du 7 octobre 2023, et le transforme rapidement en pure obscénité. »
Nadav Lapid est considéré comme « la grande révélation du cinéma d’auteur israélien de ces dernières années, avec un mélange rare de puissance physique et d’intellectualité pure, une ambition et une virtuosité qui emportent et ravissent, quand elles n’irritent pas. »

## Vie privée
Lapid est marié à Naama Preis, une actrice israélienne ; ils résident depuis 2021 à Paris,.
Il est Chevalier des Arts et des Lettres.

## Filmographie

### Réalisateur

#### Courts métrages
- 2004 : Proyect Gvul
- 2005 : Road
- 2007 : La Petite Amie d'Émile[27]
- 2014 : Amunition Hill
- 2015 : Why ?
- 2016 : Journal d'un photographe de mariage

#### Longs métrages
- 2011 : Le Policier
- 2014 : L'Institutrice
- 2019 : Synonymes
- 2021 : Le Genou d'Ahed
- 2025 : Oui

### Acteur
- 2007 : Nobody's Girlfriend de Chui Mui Tan (court métrage)
- 2021 : Madeleine Collins d'Antoine Barraud : Kurt

## Publication
- Danse encore (trad. Laurence Sendrowicz), Paris, Actes Sud, 2009 (ISBN 978-2-7427-8811-8)

## Distinctions
- Festival de Locarno 2011 : Prix spécial du jury pour Le Policier
- Festival des trois continents de Nantes 2011 : Prix du public pour Le Policier
- Festival de Cannes 2014 : Sélection en séance spéciale à la Semaine de la Critique pour L'Institutrice
- Festival de Cannes 2016 : Sélection en séance spéciale à la Semaine de la Critique pour Journal d'un photographe de mariage
- Berlinale 2019 : Ours d'or pour Synonymes
- Festival de Cannes 2021 : Prix du jury pour son film Le Genou d'Ahed, ex æquo avec Memoria de Apichatpong Weerasethakul

### Vidéographie
- Nadav Lapid. Il faut respecter le désespoir, Blast, 2024. Voir en ligne